# Torrents
Pour les articles homonymes, voir Torrents (homonymie).
Pour plus de détails, voir Fiche technique et Distribution.
Torrents est un film français réalisé par Serge de Poligny, sorti en 1947.

## Synopsis
Le film s'ouvre sur l'intertitre suivant : Les vrais torrents coulent dans nos cœurs... (poème scandinave).
En Afrique, une femme, Léna, est trouvée en plein désert et est portée, évanouie, sous une tente par des bédouins qui la raniment. Replongeant dans ses souvenirs, elle se remémore son enfance passée à Bruges et sa mère, peu aimable et autoritaire, qui l'oblige à répondre à une petite annonce de rencontre pour suivre un homme qui va émigrer en Afrique. Deux semaines après, rapidement mariés, ils s'embarquent le jour même pour l'Afrique. Délaissée dès le 1er soir par Jan, son mari médecin, qui attire tous les regards des femmes sur le bateau mais qui semble absent, leur relation s'améliore le 2ème jour quand ils passent leur 1ère nuit ensemble.
En Afrique, Jan s'absente souvent pour aller soigner les gens dans les alentours, parfois assisté de Léna qui le suit. Un jour, Malki, le plus vieil ami d'enfance et "voisin" de Jan qui habite à 800 km de chez eux, leur rend visite. Il apporte à Jan des nouvelles d'une femme qui vient de se marier au Caire. Jan prétend alors qu'il n'en a que faire et demande à Léna de témoigner devant Malki de leur longue relation qui dure, prétend-il, depuis leur enfance.
Quelque temps plus tard naît leur 1er enfant, un garçon. Deux années de bonheur passent, où Jan a retrouvé la joie de vivre quand l'enfant, mordu par un serpent, meurt. Pour oublier, Jan demande un autre poste de chef d'hôpital, et le couple déménage dans une autre bourgade, à 60 km de Malki.
Puis ils reviennent en Europe pour les vacances, dans la grande demeure d'enfance de Jan, en Savoie, où Léna ne se sent pas à sa place, et où le souvenir de la mère de Jan et celui de sa cousine, Sigrid, semblent hanter les lieux, les tableaux des deux femmes, peints par Lindval, l'oncle de Jan et père de Sigrid, ornant le grand salon. Ils visitent ensemble les environs de la maison, où coule un torrent, avec un rocher appelé "l'escalier du dernier vœu", parce que celui ou celle qui se croit délaissé n'a qu'à se jeter dans le torrent depuis le rocher, et s'il en sort vivant son amour lui reviendra. Une nuit, Léna entend le piano du salon jouer quelques notes, et au matin elle décide de quitter la maison en laissant une lettre d'adieu sur le piano. Marchant dans la campagne sur le chemin de la gare, elle est rattrapée par une voiture conduite par Sigrid qui a trouvé la lettre la première et qui ramène Léna à la maison en passant avec elle un pacte de franchise mutuelle.
On revient au présent, quand Léna a repris ses esprits sous la tente des bédouins, et qui se dit en voix off que le pacte a été tenu par les deux femmes, et que "tout son malheur est sorti de là." Pendant ce temps, au poste de garnison, alors que Léna est toujours recherchée, Malki informe l'officier qu'il va attendre le retour de Jan chez lui. Au domicile de Jan, Malki prend un appel téléphonique alors que Jan arrive au même moment : c'est Sigrid, qui demande à lui parler, mais Jan refuse de la prendre et lui fait dire par Malki qu'il n'est pas là. Les deux amis s'informent mutuellement que Léna n'a toujours pas été retrouvée, et que cela fait 3 jours qu'elle a disparu. Jan explique alors à Malki ce qui s'est passé lors de leur séjour en Savoie : Sigrid a débarqué à l'improviste la nuit où Léna a entendu le piano, et quand Jan est descendu de leur chambre ce matin là, c'était pour voir Sigrid ramener Léna dans sa voiture. Et c'est au tour de Jan de se remémorer son passé, quand, enfant, il vivait dans cette demeure aux côtés de sa cousine Sigrid. Puis il se souvient quand plus tard il a failli l'épouser après avoir été reçu à ses examens de médecine, projet qui n'a pas abouti car lors d'une sortie en montagne avec elle et un autre de ses prétendants, Hervé, elle s'était consolée dans les bras de ce dernier après une dispute avec Jan. Celui-ci les ayant surpris, Hervé avait fait peu après une chute mortelle sans qu'on sache si c'était un accident ou un suicide. C'est à ce moment que Jan décide de la quitter, tandis que Sigrid lui annonce qu'il allait le regretter toute sa vie.
Retour aux vacances en Savoie : Sigrid supplie Jan d'abandonner Léna et de partir avec lui, mais face à son refus, elle essaie de se suicider en s'ouvrant les veines une nuit d'orage. Jan la soigne, puis décide de quitter la demeure avec Léna au lever du jour et de rentrer en Afrique.
Retour au présent en Afrique : Malki demande à Jan depuis quand Sigrid a également débarqué en Afrique, Jan lui répond que c'était il y a quelques jours, il l'a à peine aperçue alors qu'il partait en tournée médicale dans la région. Peu après, Léna est retrouvée et ramenée à l'hôpital de Jan. Là Sigrid vient la voir et annonce au couple qu'elle quitte l'Afrique en demandant à Jan de la conduire à l'aéroport, au grand soulagement de Léna. Pendant le trajet en voiture, elle avoue à Jan ce qui s'est passé : selon leur pacte de franchise, Sigrid a appris à Léna que le soir même de leur séparation en Savoie, Jan lui a écrit une lettre lui disant qu'il n'avait jamais cessé de penser à elle sauf pendant les deux années où lui et Léna ont eu leur fils. Léna se voit alors soulagée et lui annonce qu'elle est enceinte d'un deuxième enfant. Sigrid s'avoue alors vaincue, mais, plus tard, alors qu'elle roule en voiture elle rencontre Léna qu'elle fait monter dans la voiture en prétextant qu'il y a eu un accident au poste où se trouve Jan et qu'il veut la voir. Elles roulent un bon moment en plein désert, dans la direction opposée au poste, puis Sigrid simule un enlisement, fait descendre Léna, pour repartir subitement en l'abandonnant. Abasourdi par cette révélation, Jan amène Sigrid à son avion et prononce son nom alors que l'avion décolle.
Les derniers plans du film se situent dans la demeure en Savoie, où l'oncle Lindval et la servante sont seuls au coin du feu, et où Jan se recueille sur une tombe qui s'avère être celle de Sigrid. On comprend qu'elle s'est jetée dans le torrent pour voir si son vœu de revoir Jan pouvait se réaliser. Jan quitte le cimetière et dans le lointain retrouve Léna qui l'attendait en compagnie de leur deuxième enfant.

## Fiche technique
- Titre : Torrents
- Réalisation : Serge de Poligny
- Assistant réalisateur : Mike Roussel
- Scénario : Serge de Poligny, d'après le roman de Marie-Anne Desmarest
- Dialogues : Georges Neveux
- Photographie : René Gaveau
- Son : Antoine Petitjean
- Musique : Georges Auric, Germaine Tailleferre
- Décors : Émile Alex
- Montage : Jacques Desagneaux
- Société de production : Consortium de Productions de Films
- Tournage : du 11 septembre 1946 au 25 janvier 1947
- Format :  Noir et blanc - 1,37:1 - 35 mm - Son mono
- Pays d'origine :  France
- Genre : Drame
- Durée : 100 minutes
- Date de sortie : 
  - France : 1er juillet 1947
- Affiche : Jacques Bonneaud (France)

## Distribution
- Georges Marchal : Jan Getersen
- Renée Faure : Sigrid
- Helen Vita : Léna
- Alexandre Rignault : Ben Napoléon
- Jean Debucourt : Lindval
- Gabrielle Fontan : Maria
- Jacques Gall : Malki
- Olivier Mathot : Hervé
- Georges Delatour : Bastien
- Yvette Andréyor : La mère de Léna
- Marcelle Hainia : Tante Coralie
- Jean-Marc Tennberg
- Marthe Mellot : La mère Terraz (scènes coupées au montage)